# Tulu Bolo
Tulu Bolo – miasto w Etiopii, w regionie Oromia.